# 심리소설
심리소설(心理小說)은 작중 인물의 심리 경과를 정세(精細)하게 분석 묘사한 소설이다. 오래된 작품에도 부분적으로는 볼 수 있으나 그것을 의도한 것은 스탕달이 시초이며, 헨리 제임스, 조지 엘리엇을 거쳐서 병적 심리묘사로 진전되었다. 또한 근대에 일어난 사소설(私小說)·심경소설은 자기의 심리를 해부한 작품이다.